# Revelation (pel·lícula de 2001)
Revelation és una pel·lícula de thriller sobrenatural britànica del 2001 dirigida per Stuart Urban i protagonitzada per James D'Arcy, Natasha Wightman, Udo Kier i Terence Stamp. Explica la història de la recerca final d'una antiga relíquia coneguda com el Loculus, que es remunta a l'any 50 dC, i l'efecte de la relíquia sobre la família Martel i el món.

## Argument
En dos flashbacks, es crea una relíquia l'any 50 dC, després amagada pels jueus d'una multitud de croats al Rènnas medieval. A l'actual Rènnas, un acadèmic sota les instruccions de Magnus Martel es veu amb la relíquia —el Loculus— investigant a terra per trobar el lloc adequat per amagar-la. El fill de Magnus, Jake, un as criptògraf, és alliberat de la Presó Wormwood Scrubs i el seu pare el recluta per a la investigació del Loculus. Magnus revela que el Loculus es relaciona amb els Cavallers Templers i la seva sinistra organització successora coneguda com "l'Orde", i en secret rep trucades d'aquesta organització que l'amenacen si no accelera la seva recerca; malgrat això, Magnus s'adona del poder massiu del Lòculus per al bé o el mal i l'ha amagat per assegurar-se que no caigui a les mans de l'Orde. Després de trencar un codi al Loculus per revelar la paraula "palingenèsia", en Jake s'amaga mentre els membres de l'organització maten i escollen el seu pare, després fuig amb un altre investigador del projecte, una ocultista anomenada Mira, i busca ajuda. del sacerdot catòlic romà pare Ray Connolly.
El camí porta els tres personatges a (entre d'altres) una biblioteca de la Universitat de Cambridge per investigar la participació d'Isaac Newton en intentar desbloquejar el Loculus i a Rènnas i la seva Torre Magdala. Descobreixen que el Lòculus està relacionat amb l'escatologia cristiana i s'ha amagat a Patmos, lloc d'escriptura del Llibre de l'Apocalipsi de Joan. El pare Connolly es queda a Londres com a suport mentre Mira i Jake van a Patmos i troben el Loculus amagat en una cripta sota una Greco-Ortodoxa i un antic temple de Maria Magdalena com a Afrodita. Utilitzant les propietats reflectants d'un símbol hermafrodita al Lòculus, revelen un hexagrama integrat al terra, un símbol ocult. Jake i Mira es despullen i fan l'amor dins del símbol en un intent de desbloquejar-lo, experimentant una visió d'ells mateixos com Crist i Maria Magdalena abans de fugir a la cripta quan senten apropar-se un perseguidor.
El perseguidor resulta ser, de fet, el pare Connolly i junts finalment descobreixen el significat del Lòculus; el seu significat rau de fet en els quatre claus que el mantenen junts, que són els que s'utilitzen per crucificar Crist i retenir la matèria orgànica amb el seu ADN, conservat en una cerimònia al mont Hebron. Els templers i l'Orde han intentat contínuament utilitzar l'ADN que hi ha per ressuscitar Crist (incloent un intent fallit de Newton), però han fracassat fins als avenços genètics actuals. Els tres discuteixen sobre què fer amb el descobriment: Jake està d'acord amb el seu pare mort i vol destruir-lo per mantenir-lo fora de les mans de l'Orde, mentre que Ray vol portar-lo a un [[Cardenal (Església Catòlica)]|cardenal]] al Vaticà. Ray s'imposa i atrapa els altres dos, però en arribar a Roma el Gran Mestre de l'Ordre s'apodera del Loculus, sotmet a Ray a tortura i envia tropes per matar Mira i Jake. La parella aconsegueix inundar les cambres amb sorra per matar les tropes i els monjos de l'església són alertats de la difícil situació de la parella mitjançant una postal d'emergència enviada per Connolly abans de la seva marxa, però només Mira aconsegueix escapar. Jake és enterrat mortalment. Mentrestant, el Gran Mestre ha clonat Crist i l'ha fet no sols proclamar el Messies pel Vaticà, sinó que el posa sota la seva pròpia tutela i control, perquè pugui brutalitzar-lo i governar el món a través d'ell. La pel·lícula tanca amb Mira adonant-se que ella (descendent de Magdalena) ha donat a llum un fill d'un Martel (descendent de Crist a través de la dinastia merovíngia) i que ha de mantenir-lo en secret de l'orde (tal com va predir l'Apocalipsi 12.4) per oposar-se al Crist titella del Gran Mestre.

## Repartiment
- Natasha Wightman com a Mira
- Udo Kier com el Gran Mestre
- Diran Meghreblian com a Artesà
- David Urban com a Nen amb Loculus
- Uri Roodner com alquimista jueu
- Coryse Borg com a filla de l'alquimista jueu
- Manuel Cauchi com monjo
- Anna Beck com a dona de l'alquimista jueu
- Heathcote Williams com a home de la Nova Era
- Terence Stamp com a Magnus, Lord Martel
- Ben Feitelson com a guia turístic a Rennas
- James D'Arcy com a Jake Martel
- Joe Johnson com el jove Jake Martel
- Alan Talbot com a conductor de limusina
- Celia Imrie com Harriet Marte, mare de Jake
- Derek Jacobi com a bibliotecari
- Mark Dymond com a motxiller a Malta
- Pip Torrens com el professor Claxton
- Nicolas Chagrin com a Acadèmic Pompós
- Ron Moody com a Sir Isaac Newton
- Miles E. Gregius com a Cavaller Comandant
- Oliver Ford Davies com el Prof. Casaubon
- Charlotte Weston com a PA de Lord Martel
- Paul Birchard com a general Demolay, Director de la NSA
- Chris Rogers com a lector de notícies
- Robert Hudson com a director, Serious Fraud Office
- Mark Heenehan com a general. Ajudant de Demolay
- Liam Cunningham com el pare Ray Connolly
- Jean-Marc Perret com l'acòlit de Newton
- Vernon Dobtcheff com a cura a Rènnas
- Nicholas Murchie com a biotecnòleg
- Earl Cameron com el cardenal Chisamba
- Joseph Long com a brigadier
- Massimo Marinoni com la tortura policial
- Danica Bezanov com a reportera de televisió
- Andreas Markos com a abat al monestir de Patmos
- Sidney Kean com a europolític
- Lolly Susi com a polític nord-americà
- Vicky Paritoglou com a monja grega ortodoxa

## Ubicacions
Gran part de la pel·lícula està rodada in situ, inclosa a Malta.

## Premis
Nominada a "Millor pel·lícula" (2001) al XXXIV Festival Internacional de Cinema Fantàstic de Catalunya.

## Recepció
La recepció general va ser hostil. The Guardian, per exemple, va assenyalar la "bossa de draps de cameos extraordinaris" de la pel·lícula, però va criticar les "heretgies vulgars" en què es basava i va comparar el "sexe ritual significatiu amb una bella alquimista". amb el "jove heroi de les extremitats netes" a un esquetx basat en l'ocultisme a Not the Nine O'Clock News. The Observer va descriure la pel·lícula com a "ridícula", un "farrago", "de cara recta" i "el final fastigós d'un cicle mil·lenari d'imatges apocalíptiques".